# Descialbo
Il descialbo nel restauro artistico consiste nella rimozione accurata di tutti gli strati di scialbo (colore o pittura) sovrammessi a una pittura o a un intonaco antico. Si esegue a secco con bisturi, spatole o martelline, oppure chimicamente, con l'ausilio di idonei solventi a seconda della natura dello strato da rimuovere. Il solvente più semplice è l'acqua, si passa poi all'etanolo od all'ammoniaca, a volte può funzionare anche l'aceto di vino.